# یواس‌اس وسترن استار (آی‌دی-۴۲۱۰)
یواس‌اس وسترن استار (آی‌دی-۴۲۱۰) (به انگلیسی: USS Western Star (ID-4210)) یک کشتی بود که طول آن ۴۲۳ فوت ۹ اینچ (۱۲۹٫۱۶ متر) بود. این کشتی در سال ۱۹۱۸ ساخته شد.